# Weinmannia tinctoria

Weinmannia tinctoria es una especie de planta de la familia de las Cunoniaceae. Se encuentra en las islas Mauricio y Reunión. En Mauricio hay menos de 50 individuos.